# STAY FREE (アルバム)
『STAY FREE』（ステイ・フリー）は、KATZEの2作目のアルバム。1989年6月1日発売。発売元はテイチク・レコード（現・テイチクエンタテインメント）。アルバム発売前の5月には先行シングルとして「LOVE GENERATION/ROCKET ROCK」が発売されている。
2008年7月23日には紙ジャケット、リマスタリングを施し、再発売された。

## 解説
前作「BLIND」より8カ月という短期間で製作されたセカンドアルバム。
オリジナルの初回プレスはピクチャーレーベル仕様になっており、裏ジャケット無しの仕様になっている。

## 収録曲
1. HOLD ME
2. CHA CHA CHA
3. Rain Dance
4. DON'T CRY ANY MORE
5. LOVE GENERATION
6. La・la・la?
7. ROCKET ROCK
8. Sitting on Your Border
9. NOSTALGIA
10. STAY FREE